# Богданово (Балтачевский район)
Богданово (баш. Боғҙан) — село в Балтачевском районе Республики Башкортостан Российской Федерации. Входит в состав Богдановского сельсовета.

## География
Расположено у озера Зуркуль.

### Географическое положение
Расстояние до:
- районного центра (Старобалтачёво): 23 км,
- центра сельсовета (Старотимкино): 3 км.

## История
По материалам Первой ревизии, в 1722 году в деревне были учтены 157 душ мужского пола служилых мещеряков.
В «Списке населенных мест по сведениям 1870 года», изданном в 1877 году, населённый пункт упомянут как деревня Богданова 1-го стана Бирского уезда Уфимской губернии. Располагалась при озере Богдане, слева от Кунгурского и Сибирского почтовых трактов, в 65 верстах от уездного города Бирска и в 41 версте от становой квартиры в селе Аскине. В деревне, в 167 дворах жили 1173 человека (599 мужчин и 574 женщины, мещеряки), были 2 мечети, 2 училища, 25 лавок, базары по субботам. Жители занимались пчеловодством.
До упразднения уездно-губернского деления входило в состав Норкинской волости Бирского уезда Уфимской губернии.

## Население
| 2002 | 2009 | 2010 |
| ---- | ---- | ---- |
| 453  | ↗469 | ↘454 |

Согласно переписи 2002 года, преобладающие национальности — башкиры (56 %), татары (44 %).

## Инфраструктура
Личное подсобное хозяйство с зоной сельскохозяйственного использования, индивидуальная застройка усадебного типа.
Основная общеобразовательная школа.

## Транспорт
Богданово доступно автотранспортом.

## Религия
В селе есть мечеть.